# Jargeau
Jargeau is een gemeente in het Franse departement Loiret (regio Centre-Val de Loire). De plaats maakt deel uit van het arrondissement Orléans. Jargeau telde op 1 januari 2022 4.636 inwoners.

## Geografie en ligging
De oppervlakte van Jargeau bedroeg op 1 januari 2022 14,66 vierkante kilometer; de bevolkingsdichtheid was toen 316,2 inwoners per km². Het stadje ligt aan de zuidoever (door de Fransen zelf aangeduid als rive gauche, linkeroever) van de Loire, 20 km ten oosten van de stad Orléans. Recht tegenover Jargeau ligt Saint-Denis-de-l'Hôtel, dat een stationnetje heeft aan de spoorlijn Orléans- Gien. Maar treinreizigers kunnen beter de lijnbus vanuit of naar Orléans nemen, die bij het centraal station van die stad aansluit op de daar aankomende respectievelijk van daar vertrekkende treinen.

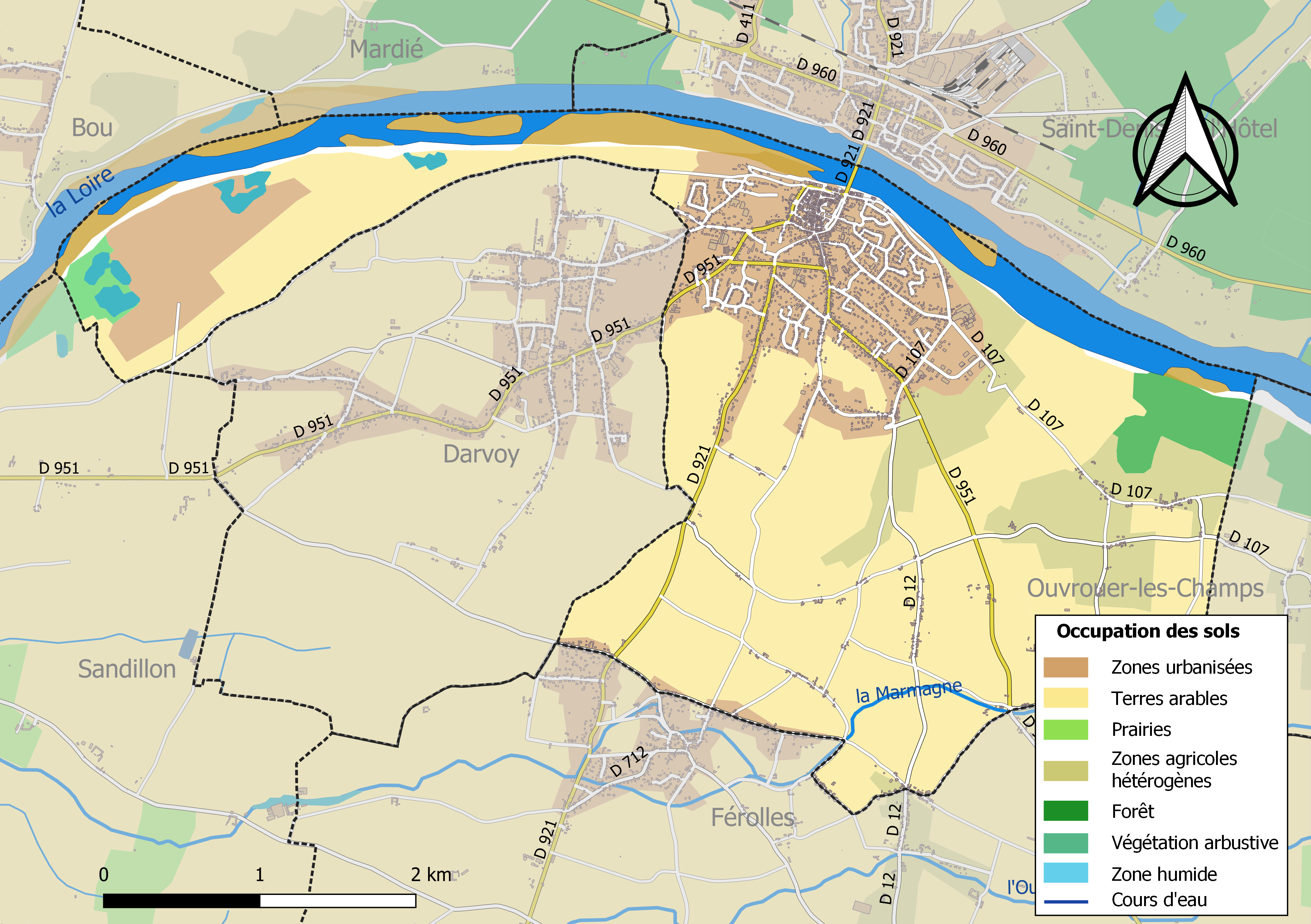
Kaart van de gemeente met de belangrijkste infrastructuur, bodemgebruik en omliggende gemeenten

## Demografie
Onderstaande figuur toont het verloop van het inwonertal (bron: INSEE-tellingen).

## Geschiedenis

### Tot 1939
De naam van de plaats is mogelijk van Garrig, een Gallisch woord voor eikenboom afgeleid. In de streek waren in de eeuwen rond het begin van de jaartelling veel eikenbossen. Zie ook de beschrijving van de Eglise St. Etienne, hieronder.
In de eindfase van de Honderdjarige Oorlog, in 1429, wonnen de Franse troepen onder Jeanne d'Arc er een veldslag tegen de Engelsen. Jeanne d'Arc raakte hierbij gewond. Een gedenkteken aan deze gebeurtenis is nog steeds in het stadje aanwezig. In 1572 vond, in navolging van de Parijse Bloedbruiloft, een moordpartij tegen protestanten (hugenoten) plaats. Na het Edict van Nantes in 1598 was Jargeau ongeveer 30 jaar overwegend protestants, daarna kregen de katholieken er de macht weer in handen. In 1790 stortte de brug over de Loire, die in de 13e eeuw gebouwd was, in. Dit droeg bij tot economische achteruitgang in Jargeau. Midden 19e eeuw werd Jargeau meermalen getroffen door zware overstromingen van de Loire. Hierop werd in 1908 ten oosten van Jargeau een 715 m lange noodoverlaat in de Loire gebouwd.

### Tweede Wereldoorlog
Samen met Pithiviers en Beaune-la-Rolande, was Jargeau een van de drie locaties van de beruchte kampen in het departement Loiret. Het kamp had een oppervlakte van 2,5 ha. Er stonden 17 barakken. In 1939 werd bij Jargeau een vluchtelingenkamp ingericht. Er heerste bij inwoners van Parijs angst voor Duitse luchtbombardementen, en dezen konden in Jargeau terecht. Toen de Duitsers Frankrijk in juni 1940 bezetten, werd het kamp Jargeau eerst korte tijd een kamp voor Franse krijgsgevangenen, en daarna een interneringskamp voor Roma en Sinti. Ook werden er wegens landloperij en prostitutie veroordeelde mensen opgesloten. Na de bevrijding in 1944 bleven sommige "zigeuners en vagebonden" er nog tot december 1945 opgesloten, samen met vrouwen, die verdacht werden van collaboratie met de Duitsers. In totaal ongeveer 1.700 mensen hebben er opgesloten gezeten. In 1991 werd op het terrein van het collège Clos Ferbois, een school die tegenwoordig op het terrein van het voormalige kamp staat, een herinneringsplaquette onthuld.

### Na 1945
Begin 1985 stortte, o.a. t.g.v. ijsgang, de ijzeren brug over de Loire bij Sully in. Gelukkig vielen daarbij geen doden. De in 1927 gebouwde brug bij Jargeau was van dezelfde constructie, werd ook door ijsgang beschadigd, en werd door Franse genietroepen veiligheidshalve opgeblazen. Sinds 1988 ligt er een nieuwe, smalle brug.

## Bezienswaardigheden

### Eglise St. Etienne
In het stadje staat een in Frankrijk als historisch zeer belangrijk beschouwde, als monument geklasseerde, kerk, gewijd aan St. Etienne. Volgens een legende zou St. Helena er reeds rond het jaar 300 langs zijn getrokken en er een reliek van het Heilig Kruis hebben achtergelaten. In 768 zou koning Karloman I, de broer van Karel de Grote, aan de katholieken van Gergogilium grond voor de bouw van een kerk hebben gegeven. Deze kerk werd in de 9e eeuw door de Vikingen verwoest. In 1154 liet de bisschop van Orléans, Manassès de Garlande, de relieken van Saint-Vrain naar de speciaal daarvoor herstelde en vergrote kerk overbrengen. Ter gelegenheid van deze plechtige gebeurtenis werd voor het eerst de Foire aux châts georganiseerd. Anna van Beaujeu, de toen pas 12-jarige dochter van koning Lodewijk XI van Frankrijk, tekende in deze kerk in november 1473 haar huwelijkscontract met Peter II van Bourbon. In 1562 werd de kerk tijdens de Hugenotenoorlogen verwoest, en in 1578 weer hersteld. De kerk werd omgewijd tot St. Etienne. De kerk bevat een fraaie preekstoel in rococostijl uit de 18e eeuw. Na 1920, toen Jeanne d'Arc heilig was verklaard, werden in de kerk diverse kunstwerken te harer ere aangebracht.

### Overige
- Klein museum, gewijd aan Oscar Roty, Frans beeldhouwer en medailleur; door diens zoon, die vaak voor vakantie in Jargeau verbleef, ingericht; in de zomer beperkt geopend.
- Voorbij Vienne-en-Val, 8 km zuidwaarts, begint een uitgestrekt gebied dat rijk is aan bossen en meertjes, en dat zich leent voor langere fiets- en wandeltochten.
- Jaarlijks evenement: de Foire aux châts (kastanjemarkt), groot volksfeest op een zondag eind oktober.

## Economie
Jargeau bezit één grote fabriek, Zéfal. Deze maakt onderdelen voor fietsen, o.a. fietspompen. Het bedrijf is vaste cosponsor voor diverse Franse profwielerploegen. Verder is er een, van meer dan regionaal belang zijnd, centrum voor afvalverwerking gevestigd. De culinaire specialiteit van de plaats is andouille, een soort varkensworst.

## Belangrijke personen in relatie tot Jargeau
- Jeanne Chauvin, geboren in 1862 te Jargeau, was in 1901 de eerste in Frankrijk zelf geboren vrouwelijke advocaat van Frankrijk (na de in Rusland geboren Olga Petit de tweede in totaal) en een belangrijk feministe.